# لیمیرا
لیمیرا (به پرتغالی: Limeira) یک منطقهٔ مسکونی در برزیل است که در ایالت سائو پائولو واقع شده‌است. لیمیرا ۵۸۱ کیلومتر مربع مساحت و ۳۰۰٬۹۱۱ نفر جمعیت دارد و ۵۸۸ متر بالاتر از سطح دریا واقع شده‌است.